# Titularbistum Nicopolis ad Iaterum
Nicopolis ad Iaterum (ital.: Nicopoli all’Jantra) ist ein Titularbistum der römisch-katholischen Kirche. 
Es geht zurück auf einen früheren Bischofssitz in der gleichnamigen antiken Stadt, die sich in der südosteuropäischen Region und spätantiken römischen Provinz Moesia inferior (Niedermösien) im heutigen Bulgarien befand. Das Bistum gehörte der Kirchenprovinz Marcianopolis an.
| Titularbischöfe von Nicopolis ad Iaterum |                                         |                                                                                                   |                   |                    |
| Nr.                                      | Name                                    | Amt                                                                                               | von               | bis                |
| 1                                        | Heinrich von Füllstein                  | Weihbischof in Breslau (Böhmen)                                                                   | 8. August 1505    | 7. Juni 1538       |
| 2                                        | Gaspar Beluer, O. Cist.                 | Weihbischof in Huesca (Spanien)                                                                   | 27. August 1541   |                    |
| 3                                        | Miguel Ponte, O.F.M. Conv.              | Weihbischof in Tarragona (Spanien)                                                                | 1. Juni 1543      |                    |
| 4                                        | Francisco Roures, O.P.                  | Weihbischof in Tarragona (Spanien)                                                                | 4. Juni 1544      | 24. Mai 1558       |
| 5                                        | Giovanni Fontana                        | Koadjutorbischof von Ferrara (Italien)                                                            | 1589              | 7. August 1590     |
| 6                                        | Franz von Sales                         | Koadjutorbischof von Genf (Schweiz)                                                               | 15. Juli 1602     | 17. September 1602 |
| 7                                        | Bernardin Corneillan                    | Koadjutorbischof in Rodez (Frankreich)                                                            | 3. August 1605    | 14. September 1614 |
| 8                                        | Giovanni Battista Civalli, O.F.M. Conv. | Weihbischof in Olmütz (Böhmen)                                                                    | 28. Januar 1608   | 29. Januar 1617    |
| 9                                        | Karl Franz Neander von Petersheide      | Weihbischof in Breslau (Böhmen)                                                                   | 26. Juni 1662     | 5. Februar 1693    |
| 10                                       | Georg Sigismund von Sinnersberg         | Weihbischof in Trient (Italien)                                                                   | 5. Oktober 1693   | 18. Oktober 1721   |
| 11                                       | John MacDonald                          | Koadjutorvikar des Northern Districts Apostolischer Vikar des Northern Districts (Großbritannien) | 11. Dezember 1868 | 15. März 1878      |
| 12                                       | Stefano Benedictus Pavlović-Lučić       | Weihbischof in Split-Makarska (Kroatien)                                                          | 13. Dezember 1880 | 1904               |
| 13                                       | Cesare Di Pietro                        | Weihbischof in Messina-Lipari-Santa Lucia del Mela (Italien)                                      | 28. Mai 2018      |                    |